# Sherwin Siy
Sherwin Lee Siy (né le 29 juillet 1980 dans le comté de Harris au Texas et mort le 7 juillet 2021 à Washington,,) est un avocat et activiste américain qui a été responsable des politiques publiques à la Wikimedia Foundation,. Il a également été membre et vice-président des affaires juridiques du groupe de droits numériques basé à Washington D.C., Public Knowledge.